# Мария Занковецка
Мария Константинова Занковецка (на украински: Марія Костянтинівна Заньковецька, родена Адасовска) е украинска актриса, народна артитка на СССР (1922).

## Биография
Родена е на 4 август 1854 г. в село Занки, Черниговска губерния, Империя на Романови, в семейството на Константин Константинович Адасовски – земевладелец и съдия. Завършва Девическата гимназия в Чернигов.
От ранна възраст прави аматьорски концерти. През 1882 г. дебютира на професионалната сцена – в операта „Наталка Полтавка“ в Елисаветград. Красивият ѝ глас (мецосопран) допринася за нейния успех на сцената. Пее в най-големите украински трупи под ръководството на М. Л. Кропивницки, М. П. Старицки, Н. К. Садовски, П. К. Саксагански, И. К. Карпенко-Кари и др. През 1907 г., заедно със Садовски организира първия професионален стационарен украински театър в Киев. След Октомврийската революция оглавява Народния театър в Нежин (1918) и заедно със Саксагански участва в създаването на Народния театър в Киев (1918).
Разцветът на таланта ѝ започва от нейния престой в трупата на талантите М. Кропивницки, а по-късно и в компанията на Н. К. Садовски. Критиката високо цени художественият ѝ талант, която не само въплъщава национални образи, но се издига до универсални човешки образи. Гастролите в Москва и Санкт Петербург спомагат за голяма ѝ слава.
Играе разнообразни роли – комедийни и драматични. Особено ѝ се отдават ролите на самоотвержено любящите и нежни млади жени. В Санкт Петербург успешно играе в руската пиеса на Алексей Суворин „Татяна Репина“.
Признавайки нейните сценични постижения, през юни 1918 г. хетман Скоропадски утвърждава решението на Министерски съвет за предоставяне на пожизнена държавна пенсия на Мария Занковецка.
Умира на 4 октомври 1934 г. в Киев и е погребана в гробището Байковое в града.